# Petrovice I
Petrovice I település Csehországban, a Kutná Hora-i járásban. Petrovice I Hraběšín, Červené Janovice, Dobrovítov, Třebětín, Paběnice és Zbýšov településekkel határos. Lakosainak száma 313 fő (2024. január 1.).

## Népesség
A település lakosságának változását az alábbi diagram mutatja:
| Lakosok száma | 944  | 870  | 745  | 495  | 391  | 306  | 280  | 284  | 296  | 313  |
|               | 1869 | 1890 | 1921 | 1950 | 1980 | 2001 | 2017 | 2019 | 2022 | 2024 |